# The Flapper
The Flapper es una película de comedia muda estadounidense de 1920 protagonizada por Olive Thomas. Dirigida por Alan Crosland, la película fue la primera en los Estados Unidos en retratar el estilo de vida "flapper", que se convertiría en una moda pasajera o tendencia cultural en la década de 1920.

## Argumento
Genevieve 'Ginger' King (Olive Thomas), de 16 años, vive en una familia muy rica en la aburrida ciudad de Orange Springs, Florida, con sus hermanos menores, donde incluso su decisión de tomar un refresco con un chico sola sin carabina se considera escandalosa. Debido a su comportamiento cuestionable y su anhelo de una vida emocionante, el padre de Ginger decide enviarla a un internado, la Escuela de Señoritas de la Sra. Paddles, que es administrada por la estricta disciplinaria Sra. Paddles (Marcia Harris) en Lake Placid, Nueva York.
A pesar de lo estricto que es, las chicas se divierten metiéndose en problemas con el estilo de vida flapper incluyendo coqueteo. Richard Channing (William P. Carleton), un hombre mayor, pasa por el seminario todos los días, provocando fantasías románticas entre las colegialas. Cuando Ginger conspira para dar un paseo en trineo con Channing, ella le miente acerca de su edad, diciéndole que tiene "unos veinte años". Ginger queda encantada rápidamente y se enamora de él. Ginger pronto se mete en problemas con la directora al escabullirse al club de campo local donde Channing está de fiesta. Una de sus compañeras de clase, Hortense (Katherine Johnston), a quien se describe como "una polilla entre las mariposas", informa sobre ella. El motivo real de Hortense para hacer esto es sacar a la directora del camino para que pueda robar la caja fuerte de la escuela y huir con su corrupto novio Thomas Morran (Arthur Housman). Actuando a partir de una nota vagamente redactada que recibe, Ginger, mientras viaja a casa desde la escuela, va a un hotel en la ciudad de Nueva York donde se hospedan Hortense y Thomas. La obligan a llevar algunas maletas para guardarlas, cajas que contienen objetos de valor robados, incluyendo ropa elegante y joyas.
Sabiendo que Channing se fue a Orange Springs en un viaje en yate, Ginger decide usar la ropa y las joyas para presentarse como una "mujer de experiencia" más madura y bien vestida cuando regrese a casa. Su plan fracasa, y su padre cree que ella está mintiendo cuando dice que todo es una broma. Luego aparecen detectives que quieren saber por qué ha robado el botín; y tanto su joven admirador Bill como Channing piensan que realmente se ha convertido en una mujer malvada. Hortense y su corrupto novio ahora aparecen en Orange Springs para reclamar su botín oculto. Su posterior captura por la policía borra el nombre de Ginger y restaura su reputación.
Los eventos en la vida de Ginger King y otro personaje se presentan como incidentes en un noticiero (de no ficción) al final de la película.

## Elenco
- Olive Thomas como Ginger King.
- Warren Cook como el senador King.
- Theodore Westman, Jr. como Bill Forbes.
- Katherine Johnston como Hortense.
- Arthur Housman como Tom Morran.
- Louise Lindroth como Elmina Buttons.
- Charles Craig como el reverendo Cushil.
- William P. Carleton como Richard Channing.
- Marcia Harris como la señora Paddles
- Bobby Connelly como King, Jr.
- Athole Shearer como extra (sin acreditar).
- Norma Shearer como colegiala (sin acreditar).